# Antonio Luiz de Medina
Antonio Luiz de Medina (Salvador, 14 de outubro de 1928 – Rio de Janeiro, 2 de junho de 2014) foi um médico brasileiro.[carece de fontes?]
Graduado em medicina em 1952 pela Faculdade Nacional de Medicina da Universidade Federal do Rio de Janeiro.[carece de fontes?]
Foi eleito membro da Academia Nacional de Medicina em 1988, da qual foi presidente de 2005 a 2007.